# Келінтобинський сільський округ
Келінтоби́нський сільський округ (каз. Келінтөбе ауылдық округі, рос. Келинтобинский сельский округ) — адміністративна одиниця у складі Жанакорганського району Кизилординської області Казахстану. Адміністративний центр та єдиний населений пункт — село Келінтобе.
Населення — 3183 особи (2021; 3569 у 2009, 3227 у 1999, 2401 у 1989).
Станом на 1989 рік існувала Келінтобинська сільська рада (село Келінтобе).